# ارومی (فیلم)
ارومی (به انگلیسی: Urumi) فیلمی محصول سال ۲۰۱۱ و به کارگردانی سانتوش سیوان است. در این فیلم بازیگرانی همچون پریتویراج سوکوماران، پرابو دوا، جنلیا دی‌سوزا، نیتیا منن، ویدیا بالان، جاگاتی اسریکومار، آریا ایفای نقش کرده‌اند.